# F/X2
F/X2 (llamada FX2: ilusiones mortales en España, F/X 2 en Argentina, y FX, efectos especiales 2 en otros países) es una película estadounidense del género thriller de acción estrenada en 1991, dirigida por Richard Franklin y protagonizada por Bryan Brown y Brian Dennehy. Es una secuela de F/X, film de 1985. Esta película fue la última cinta estadounidense de Franklin antes de su retorno a su natal Australia.

## Argumento
Rollie Tyler (Bryan Brown) es un muy respetado diseñador de efectos especiales cinematográficos. Él usa su conocimiento para crear juguetes electrónicos programables de alta gama, como un payaso robot llamado Bluey, controlado por un traje de telemetría, o divertidos efectos como colocar su dedo en llamas con seguridad gracias a una cubierta de gel. Cuando el exmarido de su novia, Mike Brandon, es asignado para vigilar a un asesino que mató a una modelo pero cumplió una condena reducida. pide a Rollie que cree una trampa para poner al asesino de vuelta en prisión. La trampa implica el uso de una supermodelo preparándose para darse una ducha en el departamento del otro lado de la calle del criminal, y una vez que él le muestre al equipo que lo vigila que está a punto de realizar acciones violentas, la supermodelo es sacada por la puerta trasera del departamento y Mike toma su lugar para arrestar al homicida. Rollie instala pequeñas cámaras en el departamento para poder vigilar desde su furgón en la calle. Cuando el asesino entra en el departamento, otro hombre aparece detrás de Mike y lo mata. Rollie ve esto y corre hacia el departamento, pasando al asesino de Mike en la escalera antes de reconocerlo. Mientras tanto, el jefe de Mike, Ray Silak, entra al departamento con el equipo y dispara al asesino de la modelo. Rollie dice a Silak que el criminal escapó pero Silak se pregunta por qué él pensaría que había una tercera persona en el departamento. Rollie es desconfiado y secretamente recoge sus cámaras ocultas pero debe dejar una atrás. Rollie inmediatamente llama a Leo McCarthy, un policía con el que trabajó antes, dejándole un mensaje para decirle que está en problemas y necesita ayuda.
Al día siguiente, Rollie, su novia Kim y su hijo Chris van a la casa de Mike a recoger algunas cosas personales. La casa está siendo revisada por policías. Ellos también están buscando en los archivos en disquetes, incluyendo el disco del juego de Chris, el cual es arrebatado por Kim. Silak está allí. Él devuelve a Rollie la cámara de la escena del crimen, preguntando por qué el departamento estaba siendo filmado. Él ahora sabe que Rollie vio al asesino de Mike y plantea la idea que podría haber sido un policía. Él pregunta a Rollie si Mike mencionó algún viejo caso en el que él estuviera trabajando. Tan pronto como ellos dejan a Silak, Rollie sospecha que obraron contra Mike para hacerlo parecer culpable, y lleva a Kim y Chris a casa de su hermana para mantenerlos a salvo.
Aquella noche en su domicilio, Rollie mira las imágenes de la cámara. Él ve a Silak plantando evidencia que indica que el asesino de la modelo también mató a Mike. Rollie no nota que los cerrojos de la puerta se desbloquean mientras busca en la grabación. Justo cuando Rollie encuentra imágenes del asesino, el criminal aparece delante de él y exige la grabación. Rollie puede maniobrar al asesino para que esté al alcance de Bluey y usa el traje de telemetría para controlar las acciones del robot mientras él lucha contra el intruso. El asesino vence al robot y la lucha es llevada a la salida de incendios, con Leo apareciendo para salvar el día justo a tiempo.
En el bar cerrado de Leo, él escucha la historia de Rollie y deduce que Silak está interesado en un viejo caso no resuelto en el que Mike estaba trabajando en su tiempo libre. Al día siguiente, él pregunta a Velez, su viejo contacto de la policía, si ella podría revisar discretamente los casos de Mike. Mientras tanto, Rollie se cuela en la oficina de Silak y pincha su teléfono. Así, Rollie y Leo tratarán de llegar a la verdad sobre la muerte de Mike.

## Elenco
- Bryan Brown como Roland Rollie Tyler.
- Brian Dennehy como Leo McCarthy.
- Rachel Ticotin como Kim Brandon.
- Joanna Gleason como Liz Kennedy.
- Philip Bosco como el teniente Ray Silak.
- Kevin J. O'Connor como Matt Neely.
- Tom Mason como Mike Brandon.
- Dominic Zamprogna como Chris Brandon, hijo de Mike.
- Josie de Guzmán como Marisa Velez, experta en informática policial.
- John Walsh como Rado.
- Peter Boretski como Carl Becker, ladrón de medallones.
- Lisa Fallon como Kylie, modelo para señuelo.
- Lee Broker como DeMarco.
- Philip Akin como el detective McQuay.
- Tony De Santis como el detective Santoni.
- James Stacy como El Cíborg.

## Producción
La filmación tuvo lugar en Toronto, Canadá. Vic Armstrong fue llamado para dirigir las últimas semanas. Él dijo que Franklin “tenía alguna clase de problema personal, pero creo que pasaron un montón de cosas detrás de escena que no conocía”.

## Recepción de la crítica
La secuela no fue tan exitosa como el primer film. En el agregador de reseñas Rotten Tomatoes, la película tiene una puntuación “podrida” de 38% de 16 críticas. Roger Ebert dio a la cinta dos estrellas de cuatro y dijo: “Debe haber una categoría especial para las películas que no son ni buenas ni malas, sino simplemente excesivas. (...) F/X2 es realmente la clase de película que premia la falta de atención. Siéntate tranquilamente en el cine y mírala, y te distraerás por sus inconsistencias y lagunas. Pero mírala en video, sin prestarle mucha atención, y en realidad podrías encontrarla entretenida”.

### Taquilla
La película debutó en el número uno.